# Alejado de la red
Alejado de la red es el décimo álbum de estudio editado por el grupo musical de Argentina La Renga. Fue publicado el 4 de febrero de 2022, de manera independiente.
La gira de presentación comenzó el 26 de febrero de 2022 (esta es la primera gira del grupo musical por Argentina desde 2018, y los primeros conciertos desde 2019) en Córdoba y siguió por Salta, San Luis y General Fernández Oro.
El álbum de estudio vuelve a la línea y dirección del género stoner rock que el grupo había dado en el álbum Algún rayo y que había dejado de lado en el álbum de estudio anterior Pesados vestigios, donde volvieron a las raíces y al sonido clásico del grupo.
Entre 2019 y 2021 varias de las canciones del álbum se lanzaron como sencillos: «Llegó la hora», «Parece un caso perdido», «Para que yo pueda ver», «Flecha en la clave», «En bicicleta», «El que me lleva» y «Buena pipa».

## Lista de canciones
Todos las canciones fueron compuestas por Gustavo F. "Chizzo" Napoli.
| N.º | Título                                                     | Duración |  |
| 1.  | «Parece un caso perdido»                                   | 3:38     |  |
| 2.  | «Buena pipa»                                               | 4:08     |  |
| 3.  | «Flecha en la clave» (Invitados: Las Cucarachas de Bronce) | 3:59     |  |
| 4.  | «Elefantes pogueando»                                      | 3:27     |  |
| 5.  | «Llegó la hora»                                            | 4:04     |  |
| 6.  | «En bicicleta»                                             | 4:01     |  |
| 7.  | «El que me lleva»                                          | 2:51     |  |
| 8.  | «Para que yo pueda ver»                                    | 3:38     |  |
| 9.  | «Alejado de la red»                                        | 3:47     |  |

## Músicos
La Renga
- Gustavo Chizzo Nápoli: Voz y guitarra.
- Gabriel Tete Iglesias: Bajo.
- Jorge Tanque Iglesias: Batería.
- Manuel Manu Varela: Saxofón y teclados.

Invitados
- Las Cucarachas de Bronce: Vientos en «Flecha en la clave».